# Malacosoma
Malacosoma ist eine Schmetterlingsgattung aus der Familie der Glucken (Lasiocampidae).

## Merkmale der Gattung
Die Falter der Gattung sind meist braun bis braungelb und von kleiner bis mittlerer Größe. Die Flügel sind eher kurz und breit. Die Fühler der Männchen sind gekämmt, die der Weibchen eher weniger. Die Beine der Falter sind lang behaart. Die langen Raupen sind relativ kurz und geschmeidig behaart. Die Eier überwintern und werden im Ring abgelegt. Die Puppen befinden sich in einem Gespinst und sind eher kurz und am hinteren Ende abgestumpft.

## Arten
Zu dieser Gattung gehören u. a. diese Arten:
- Alpen-Ringelspinner (Malacosoma alpicolum) (Staudinger, 1870)
- Malacosoma americanum (Fabricius, 1793)
- Malacosoma californicum (Packard, 1864)
- Wolfsmilch-Ringelspinner (Malacosoma castrensis) (Linnaeus, 1758)
- Malacosoma constrictum (H. Edwards, 1874)
- Malacosoma disstria (Hübner, 1820)
- Frankfurter Ringelspinner (Malacosoma franconicum) (Denis & Schiffermüller, 1775)
- Malacosoma incurva (H. Edwards, 1882)
- Malacosoma laurae (Lajonquuière, 1977)
- Malacosoma luteum (Oberthür, 1878)
- Ringelspinner (Malacosoma neustria) (Linnaeus, 1758)
- Malacosoma parallellum (Staudinger, 1887)
- Malacosoma primum (Staudinger, 1887)
- Malacosoma tigris (Dyar, 1902)